# Emma Răducanu
Emma Răducanu (n. 13 noiembrie 2002, Toronto, Canada) este o jucătoare profesionistă de tenis britanică cu origini în România și China.
În 2021, la 18 ani și zece luni și cu o poziție în clasamentul WTA pe locul 150 în lume, a câștigat primul său titlu de Grand Slam din carieră la US Open în cea de-a cincea apariție generală în circuitul major. Datorită acestui succes, Răducanu bate numeroase recorduri: ea devine prima jucătoare de tenis (atât la masculin, cât și la feminin) care a reușit să câștige un Grand Slam venind din calificări, cea mai tânără jucătoare de tenis care a câștigat un Grand Slam de la Maria Șarapova (Wimbledon 2004) și prima jucătoare de tenis britanică care triumfă într-un Grand Slam după Virginia Wade în 1977. Răducanu a făcut acest lucru fără a pierde un set pe tot parcursul turneului.
Cea mai bună clasare a carierei sale este locul 10 mondial la 11 iulie 2022.

## Biografie
Răducanu s-a născut în data de 13 noiembrie 2002 în Toronto, Ontario, Canada, părinții ei fiind Ian (Ion) și Renée, care sunt originari din București, România, respectiv Shenyang, China. Ea și-a însușit mentalitatea și etica idolilor ei din tenis Simona Halep și Li Na. Ambii părinți lucrează în sectorul financiar. Familia ei s-a mutat în Anglia când Emma avea doi ani. Răducanu a început să joace tenis la vârsta de cinci ani.
A urmat Newstead Wood School, o școală selectivă de fete din sud-estul Londrei, unde a obținut un A* la matematică și un A la economie. În copilărie, ea a practicat diverse sporturi și activități, inclusiv golf, karting, motocross, dans și balet. Este fan al Formulei 1.
Răducanu deține cetățenie britanică și canadiană. Este fluentă în engleză, chineză și română.

## Carieră profesională

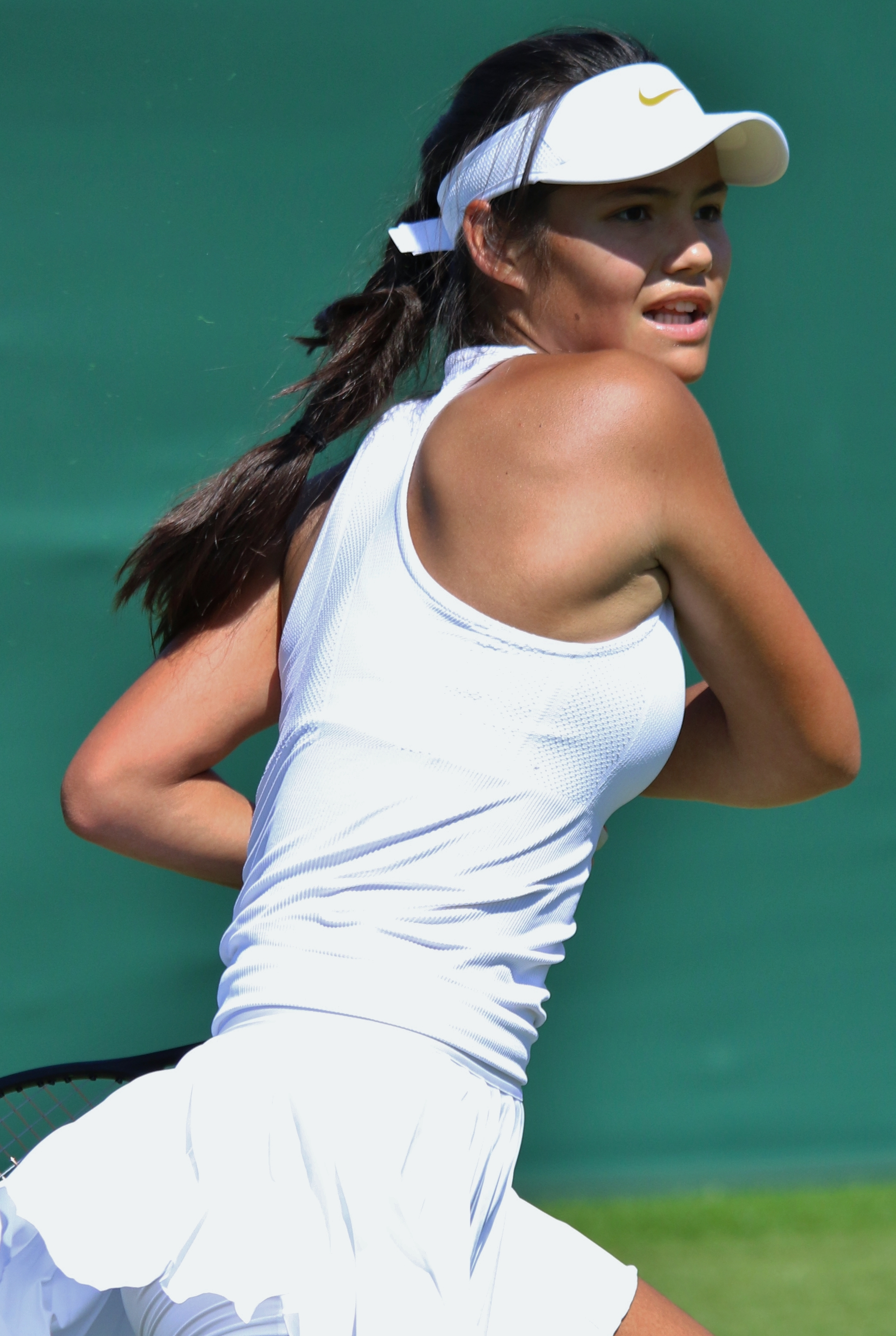
Emma Răducanu în timpul unui meci de calificare la Wimbledon 2018

Răducanu a devenit jucătoare profesionistă în 2018. A alternat între turneele de juniori și turneele profesionale în perioada 2018 și 2019.
În 2019, Răducanu a concurat la Solapur Open din Maharashtra, India. A ajuns în runda a doua în turneul de tenis feminin Solapur Open ITF de 25.000 de dolari, când s-a retras. A câștigat turneul ITF NECC-Deccan de 25.000 de dolari din Pune, India, în decembrie 2019. În finala de la clubul Deccan Gymkhana, a câștigat împotriva Naiktha Bains în trei seturi. Victoriile ei în semifinale și sferturi au venit în trei seturi. A fost cea mai mare victorie înainte de a câștiga US Open 2021.
În 2020, multe evenimente de tenis au fost anulate din cauza pandemiei COVID-19. Răducanu a participat la mici turnee din Regatul Unit. A câștigat titlul LTA British Tour Masters în decembrie 2020. De asemenea, și-a dedicat timp studiilor sale academice, pregătindu-se pentru nivelul A (pe care le-a luat în 2021).

### 2021: Debut în WTA Tour, titlu US Open și top 20
La începutul lunii iunie, Răducanu și-a făcut debutul în extragerea principală a WTA Tour la Nottingham Open 2021 grație unui wild-card acordat de către organizatori. A pierdut în prima rundă în fața colegei sale britanice, Harriet Dart.

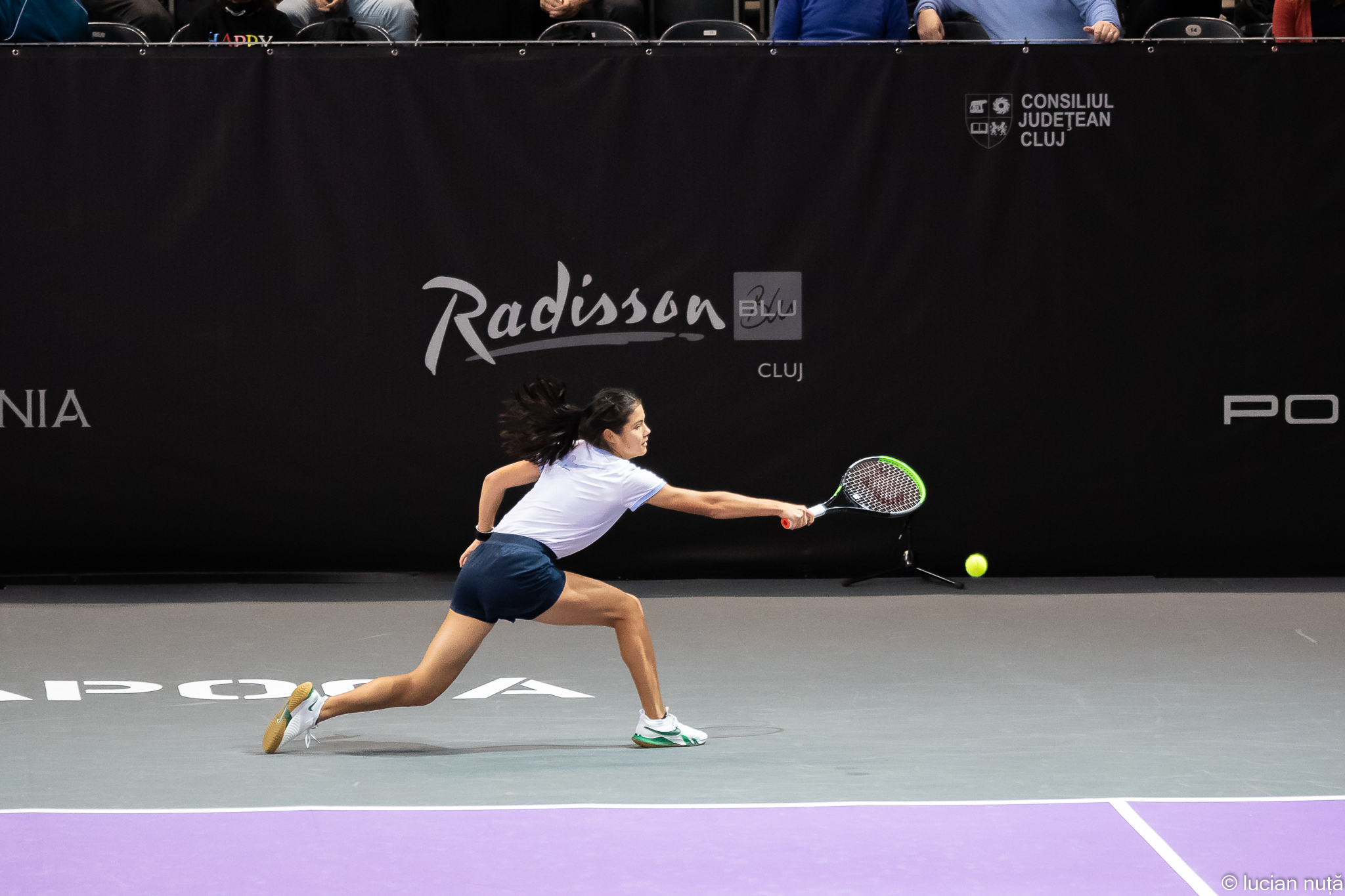
Emma Răducanu în 2021

La sfârșitul lunii iunie, Răducanu și-a făcut debutul în extragerea principală la Grand Slam grație unui wildcard la Wimbledon 2021. A avansat în runda a treia cu victorii inițiale asupra Vitaliei Diatchenko  și Markéta Vondroušová. Ea a fost cea mai tânără britanică care a ajuns în turul trei de la Wimbledon de la Elena Baltacha în 2002. A învins-o apoi pe Sorana Cîrstea și a ajuns în turul patru, devenind, la 18 ani și 239 de zile, cea mai tânără britanică care ajunge în șaisprezecimi în Open Era, garantând intrarea ei în top 200 în lume, fiind clasată pe locul 338 mondial la începutul Wimbledon-ului. La 5 iulie 2021, Răducanu s-a retras în setul secund al meciului său din turul al patrulea împotriva Ajla Tomljanović, după ce a întâmpinat dificultăți de respirație.
Răducanu a jucat la Silicon Valley Classic, primul turneu feminin din US Open Series, în august, primind din nou un wildcard pentru a intra în turneu. A pierdut în prima rundă în fața lui Zhang Shuai. În acest timp, și-a schimbat antrenorul, de la Nigel Sears, socrul fostului număr 1 mondial Andy Murray, la Andrew Richardson, unul dintre antrenorii săi din timpul junioratului. În încălzirea de la US Open, Răducanu a ajuns în finala WTA 125 de la Chicago, unde a pierdut în fața Clarei Tauson. Punctele de clasare WTA pe care le-a câștigat au adus-o în poziția 150 din lume.
La US Open, Răducanu le-a învins pe Bibiane Schoofs, Mariam Bolkvadze și Mayar Sherif în calificarea pentru a intra în tragerea principală. Acolo, le-a învins pe Stefanie Vögele, Zhang Shuai, Sara Sorribes Tormo, Shelby Rogers, Belinda Bencic și Maria Sakkari ajungând în finală, fără a pierde un set. A câștigat peste 100 de locuri în clasament, intrând în primele 25 și înlocuind-o pe Johanna Konta pentru a deveni jucătoarea britanică nr.1. A devenit singurul jucător care vine din calificări și a ajuns în semifinala și finala US 
Open în Open Era și cea mai tânără jucătoare care a ajuns în finală de la Maria Șarapova în 2005. După ce a câștigat în fața Mariei Sakkari în semifinale, Răducanu a devenit al doilea jucător născut în 2002 care a ajuns în finala US Open și prima britanică care a ajuns în finala US Open de la Virginia Wade în 1968. Wade a participat la mai multe meciuri ale lui Răducanu, inclusiv la finală.

Răducanu a învins-o pe Leylah Fernandez în două seturi în ceea ce a fost prima finală de simplu feminin pentru adolescente de la US Open-ul din 1999 dintre Serena Williams și Martina Hingis. A câștigat titlul fără a pierde un set, prima femeie care a făcut acest lucru la US Open de la Williams în 2014. Răducanu a fost primul jucător care vine din calificări și a câștigat un turneu de Grand Slam în Open Era și prima femeie din Open Era care a câștigat al doilea turneu major la care a participat. De asemenea, a devenit a doua debutantă la US Open, după Bianca Andreescu, care a câștigat turneul.
În urma victoriei sale la US Open, Răducanu a urcat pe locul 23 în clasamentul mondial. A fost prima britanică care a câștigat un titlu de Grand Slam la simplu de la Wade la Wimbledon 1977 și primul campion britanic la Grand Slam la simplu de la Andy Murray la  Wimbledon 2016. La mai puțin de două săptămâni după victoria sa la US Open, ea s-a despărțit de antrenorul său Andrew Richardson.

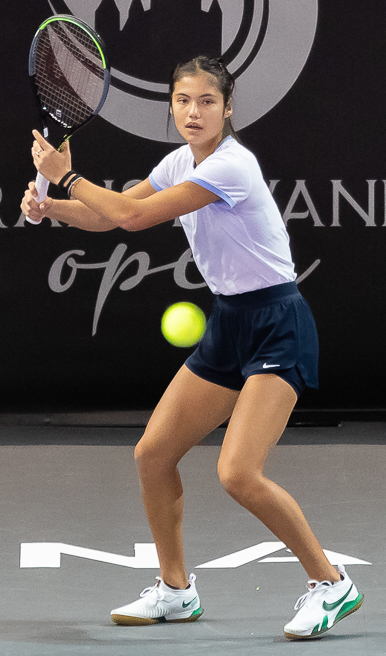
La Transylvania Open 2021, Cluj-Napoca.

După titlul de la US Open, Răducanu a jucat la Indian Wells Masters 2021 unde a acceptat un wildcard pentru tabloul principal. Deși nu avea un antrenor, fostul jucător de tenis numărul 1 britanic Jeremy Bates a ajutat-o la eveniment și a lucrat cu ea înainte de Indian Wells. Răducanu a pierdut în primul tur împotriva Aliaksandrei Sașnovici.
După ce a pierdut la Indian Wells, Răducanu s-a retras de la Cupa Kremlin 2021, invocând schimbări de program. În acest timp, Răducanu și-a continuat căutarea unui antrenor permanent la timp pentru Australian Open 2022 și a petrecut o săptămână antrenându-se cu fostul antrenor al Johannei Konta, Esteban Carril, înainte de următorul ei turneu. Răducanu a participat la Transylvania Open 2021, la Cluj-Napoca, România. Cap de serie nr.3, ea a câștigat prima sa victorie în Turul WTA învingând-o pe Polona Hercog. Ea a avansat în sferturi de finală învingând-o pe Ana Bogdan, înainte de a pierde în fața Martei Kostiuc.
Răducanu a participat la Linz Open, acesta fiind primul ei turneu unde a fost cap de serie nr.1. Ea a pierdut în meciul din optimile de finală împotriva lui Wang Xinyu în trei seturi; 6-1, 6-7, 7-5. La scurt timp după ce a pierdut, ea a anunțat că Torben Beltz este noul ei antrenor. Linz Open a fost ultimul ei eveniment WTA Tour programat pentru 2021 și va participa la un meci demonstrativ la Campionatele de Tenis de la Royal Albert Hall, pe 28 noiembrie 2021.
În noiembrie, Răducanu a fost desemnată „Sportiva Anului” de Sunday Times. Ea a câștigat și „Sportiva Anului” și „Trofeul Peter Wilson” pentru noul venit internațional în decembrie acordat de către Asociația Jurnaliștilor Sportivi. A fost votată „Noul venit WTA a anului” de către Women's Tennis Association (WTA).
După ce a terminat turneul WTA 2021 ca numărul 19 mondial, Răducanu a participat la un meci demonstrativ  împotriva Elenei-Gabriela Ruse la evenimentul Champions Tennis de la Royal Albert Hall din 28 noiembrie 2021 și a câștigat în două seturi. Era programat să o întâlnească pe Belinda Bencic într-un alt meci demonstrativ la Campionatul Mubadala, însă s-a retras după ce a fost testată pozitiv pentru COVID-19.
La 19 decembrie, Răducanu a fost desemnată Personalitatea Sportivă a Anului de BBC, devenind prima jucătoare de tenis care a câștigat distincția, de la victoria Virginiei Wade din 1977.
A fost numită membru al Ordinului Imperiului Britanic (MBE) la onorurile de Anul Nou 2022 pentru serviciile oferite tenisului.

### 2022: Top 10 și probleme cu accidentări

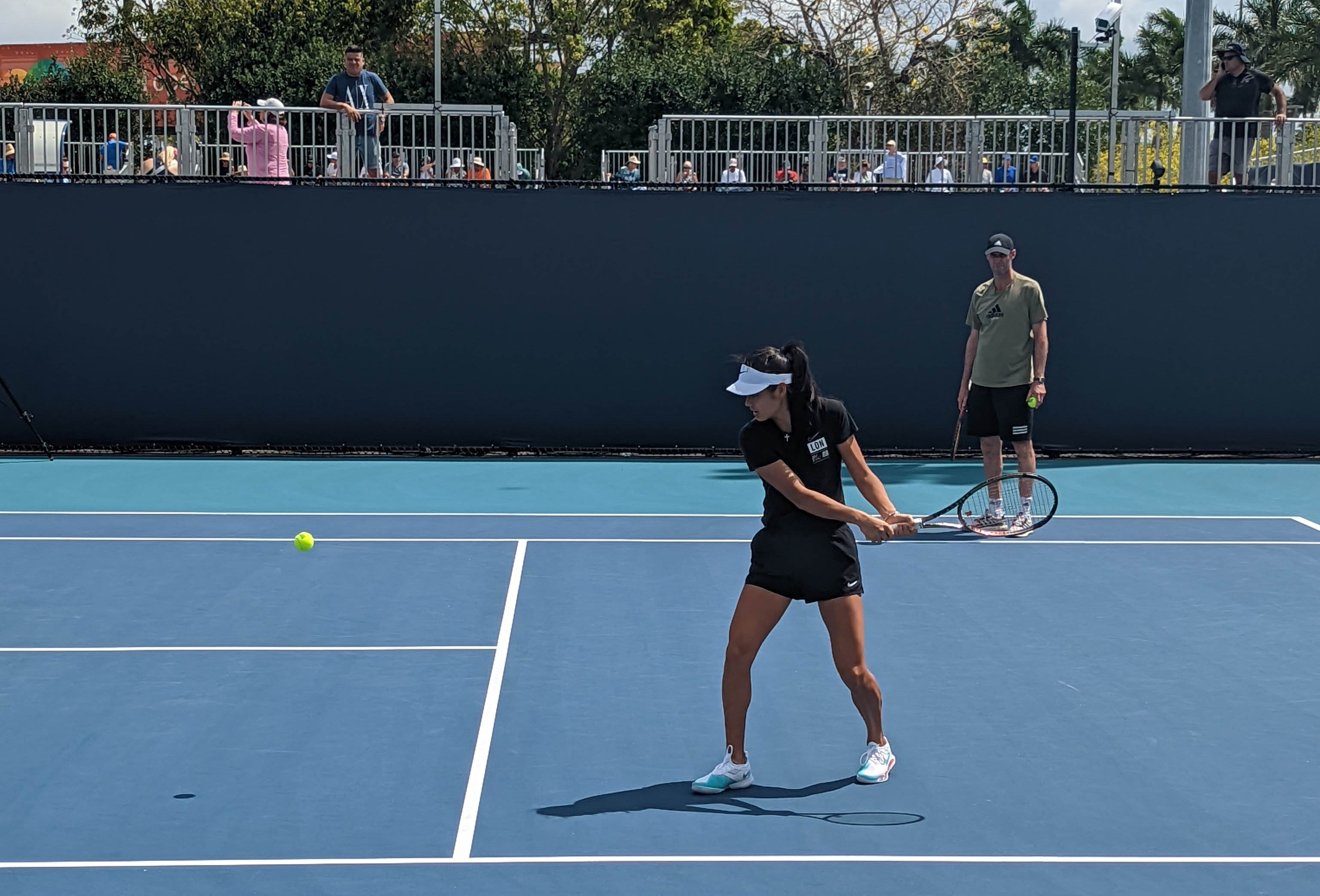
Răducanu cu antrenorul Torben Beltz la Miami Open 2022

Răducanu urma să înceapă sezonul la Melbourne Summer Set, dar s-a retras, invocând izolarea după îmbolnăvirea cu COVID-19. Ea a început sezonul la Sydney International și a pierdut în fața Elenei Rîbakina în primul tur, cu 6-0, 6-1. La 10 ianuarie 2022, ea a ajuns pe locul 18 în clasamentul de simplu își și-a făcut debutul la Australian Open drept cap de serie nr.17, unde a învins-o pe campioana US Open 2017 și fosta numărul 3 mondial Sloane Stephens în primul tur. A fost învinsă de Danka Kovinić în runda a doua, punând pierderea pe o bășică pe mâna cu care ținea racheta. La 14 februarie 2022, ea a urcat pe locul 12 în clasamentul de simplu. La Abierto Zapopan, ea s-a retras în meciul din prima rundă împotriva Daria Saville în setul al treilea, din cauza unei accidentări suferite în timpul meciului de peste trei ore și jumătate, cel mai lung din sezonul WTA. Ulterior, ea s-a retras de la Monterrey Open din cauza unei „accidentări mici la picior stâng”.
Acest sezon a marcat prima ei apariție la „Sunshine Double” (Miami Open și Indian Wells), după ce a mai jucat la Indian Wells înainte. A intrat la Indian Wells Open cap de serie nr.11 și în meciul de deschidere a învins-o pe fosta nr. 4 mondială Caroline Garcia în runda a doua pentru prima ei victorie la acest turneu. A fost învinsă în runda a treia de Petra Martić în trei seturi. Ea a intrat apoi la Miami Open, tot cap de serie nr.11 și direct în runda a doua. A pierdut cu Kateřina Siniaková în trei seturi în runda a doua.
În aprilie a debutat în echipa Marii Britanii pentru calificările Cupei Billie Jean King împotriva Cehiei. În priml ei meci a învins-o pe Tereza Martincová în seturi consecutive. A fost învinsă api de Markéta Vondroušová în al doilea meci al turneului de calificare. După aceasta, sezonul ei a continuat cu un debut pe zgură la Stuttgart Open în aprilie, unde și-a asigurat prima victorie împotriva lui Storm Sanders în prima rundă. După ce a învins-o pe Tamara Korpatsch în runda a doua, ea a avansat în primele sale sferturi de finală într-un turneu de nivel WTA 500 și a fost învinsă de numărul 1 mondial Iga Świątek. Acesta a fost primul ei meci împotriva unei jucătoare clasate pe locul 1.
După doar cinci luni de lucru împreună, Răducanu a anunțat o despărțire de antrenorul ei, Torben Beltz, folosind ăntre timp un nou model de antrenament, cu sprijinul Asociației de tenis pe gazon (LTA). Ea și-a făcut debutul la Madrid Open, unde este cap de serie nr.9, și este ajutată de Iain Bates de la LTA în locul unui antrenor. După ce le-a învins pe Tereza Martincová și Marta Kostiuk a fost învinsă de Anhelina Kalinina în runda a treia. Ea a intrat în primul ei Italian Open ca a 10-a favorită, în ciuda unei accidentări la spate; s-a retras în prima rundă împotriva Biancăi Andreescu.
La debutul ei la French Open 2022, Răducanu a câștigat împotriva adolescentei Linda Nosková în prima rundă a turneului, pierzând în runda a doua, în fața Aliaksandra Sasnovič.
Răducanu și-a început sezonul pe iarbă la Nottingham Open 2022, unde a înfruntat-o pe Viktorija Golubic în prima rundă. Cu toate acestea, după doar 33 de minute de meci, ea a fost forțată să se retragă din turneu din cauza unei accidentări. Din cauza accidentărilor nu a jucat nici la Eastbourne International. La Wimbledon a intrat ca favorită 10, însă a fost învinsă de Caroline Garcia în runda a doua, după o victorie în prima rundă în fața lui Alison Van Uytvanck. A ajuns în top 10 în clasament la 11 iulie 2022, devenind a cincea jucătoare britanică care a pătruns în această elită.

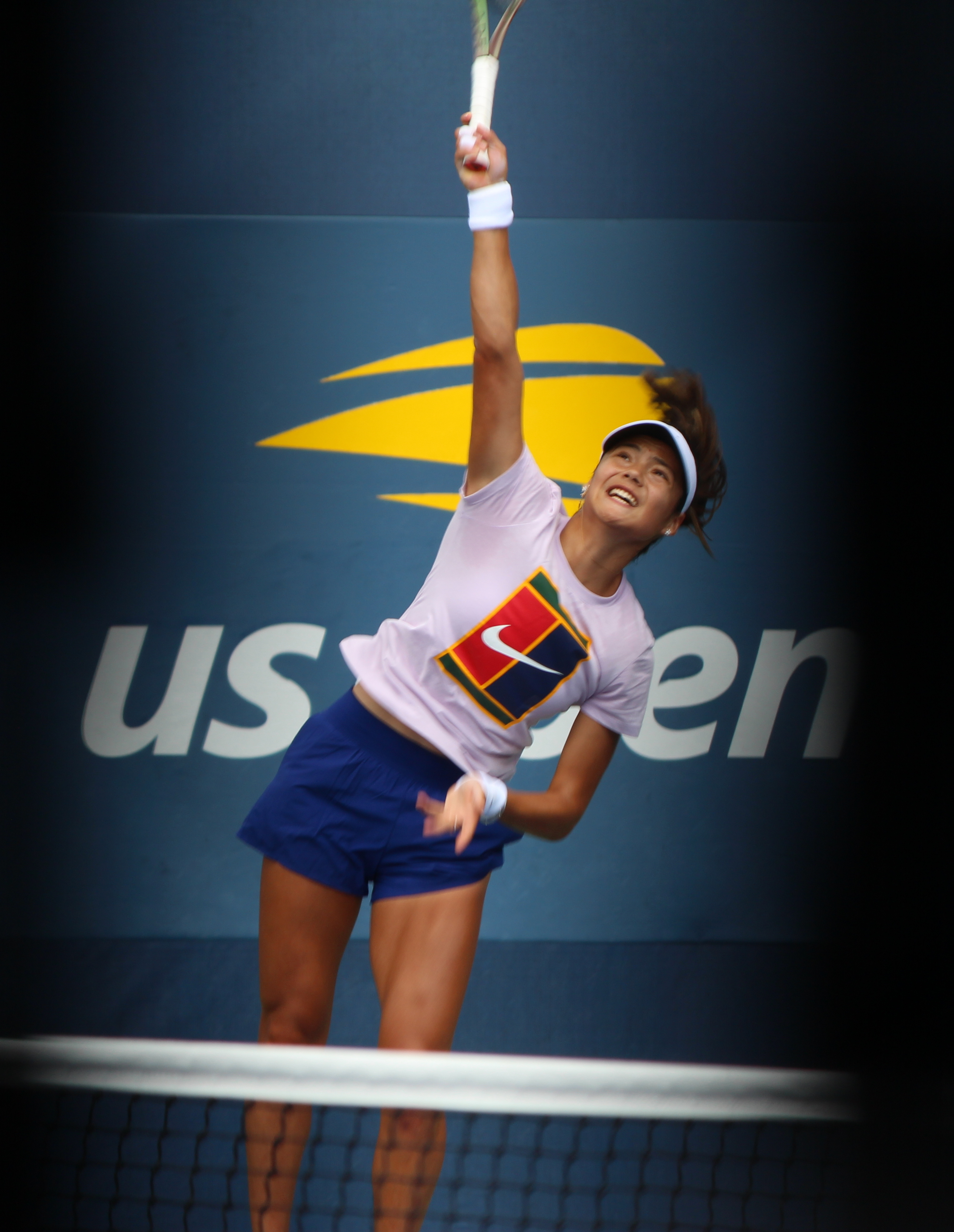
Răducanu la US Open 2022

La Washington Open a fost cap de serie nr.2; ea a avansat în al doilea sfert de finală a sezonului, unde a fost învinsă după ce, cu o rundă mai devreme, a jucat cel mai lung meci de două seturi din sezonul 2022. Răducanu și-a făcut și debutul la dublu profesionist la acest turneu cu Clara Tauson, pierzând în prima rundă. A început să lucreze cu antrenorul Dmitri Tursunov pe o perioadă de probă. Ea a debutat la Canadian Open unde a fost învinsă în prima rundă de câștigătoarea turneului din 2021, Camila Giorgi.  Sezonul de vară pe teren dur a continuat cu o înfrângere în runda a treia la Cincinnati Open, după victorii împotriva fostelor jucătoare numărul 1 mondial Serena Williams și Victoria Azarenka.  Ea a devenit prima jucătoare din istorie care a câștigat un bagel (set la zero) atât împotriva lui Williams, cât și a lui Azarenka.
Răducanu a intrat la US Open 2022 cap de serie nr. 11 și campioană en-titre. În meciul din runda de deschidere, Răducanu a pierdut în fața franțuzoaicei Alizé Cornet în seturi consecutive și a devenit a treia jucătoare din istoria US Open care și-a pierdut meciul de deschidere în anul de după câștigarea titlului. Nereușind să-și apere niciunul dintre punctele pe care le-a câștigat anul trecut, Răducanu a căzut pe locul 83 în clasament. Aceasta a fost urmată de o înfrângere în a doua rundă la Slovenia Open, unde a primit o pauză medicală pentru îngrijirea piciorului stâng. La Korea Open, Răducanu a avansat în prima ei semifinală a sezonului, unde s-a retras în al treilea set în fața Jeļenei Ostapenko din cauza unei accidentări.
După o ieșire din prima rundă la Ostrava Open, sezonul ei WTA s-a încheiat după ce s-a retras de la  Transylvania Open și Guadalajara Open, invocând o accidentare la încheietura mâinii. După aceasta, procesul de antrenament cu Tursunov s-a încheiat fără prelungire și echipei s-a adăugat antrenorul de fitness Jez Green. În prezent, este programată să concureze în finala Cupei Billie Jean King în noiembrie pentru Marea Britanie.

### 2023: Ieșirea din top 100 și probleme continue cu accidentările
Clasată nr. 78, Răducanu a revenit in turneu la Auckland Open în ianuarie. După ce a învins-o pe adolescenta cehă Linda Fruhvirtová în prima rundă, ea s-a retras în a doua rundă după ce a suferit o accidentare la glezna stângă. La Australian Open, ea a avansat în runda a doua, unde a fost învinsă de numărul 7 mondial, Coco Gauff. După o sesiune de recuperare și antrenament de peste o lună după Australia, revenirea planificată la turneul de la ATX Open n-a mai avut loc din cauza amigdalitei.
Ulterior, ea s-a retras de la un eveniment demonstrativ la Indian Wells pentru a continua pregătirile pentru turneul principal. În ciuda revenirii problemelor ei la încheietura mâinii, ea a intrat la Indian Wells Open și a avansat în runda a patra, învingând pe parcurs pe favorita nr. 20 Magda Linette și favorita nr. 13 Beatriz Haddad Maia. Problemele la încheietura mâinii au continuat la Miami Open, unde a fost învinsă în prima rundă. De asemenea, ea nu a fost disponibilă pentru a participa la runda de calificare a Cupei Billie Jean King din acest sezon.
Sezonul pe zgură a început cu o revenire la Stuttgart Open și o înfrângere în prima rundă în fața Jeļena Ostapenko, după ce cu un an înainte Răducanu ajunsese în sferturi de finală. Problemele ei la încheietura mâinii au continuat, ceea ce a dus la retragerea de la Madrid Open cu câteva ore înainte de meciul din prima rundă.  Ca urmare, a ieșit din top 100 pentru prima dată din septembrie 2021, la încheierea turneului. După ce a suferit o intervenție chirurgicală la gleznă și la ambele încheieturi, a sărit peste restul sezonului pe zgură și iarbă. În iunie, s-a despărțit de antrenorul Sebastian Sachs.
În noiembrie 2023, Răducanu s-a retras de la un meci demonstrativ care urma să aibe loc în decembrie, la Macao, continuând recuperarea după operațiile la mână și la picior. Retragerea de la evenimentul din Macao, necesară din cauza ritmului lent al reabilitării sale, a făcut ca poziția sa în clasamentul mondial să scadă la 289, deși deține o poziție protejată de 103. Recuperarea a inclus lucrul cu diferite tipuri de mingi de tenis pentru a-și recăpăta forma, în lipsa unui antrenor sau a unei echipe dedicate.

### 2024: Revenirea după o pauză de accidentare
În decembrie 2023 s-a anunțat că Răducanu va reveni în turneu în ianuarie 2024. Ea a acceptat un wildcard la Auckland Open 2024, unde a pierdut în runda a doua în fața favoritei nr. 2 Elina Svitolina. 
De asemenea, ea s-a înscris la Australian Open 2024 cu o clasare protejată pe locul 103. Această clasare a plasat-o inițial în afara limitei de intrare pe tabloul principal, obligând-o să intre prin calificări, însă o serie de retrageri i-au permis să evite calificările și să intre pe tabloul principal. În săptămâna de dinaintea Openului Australiei, Răducanu urma să joace două turnee demonstrative, ea s-a retras ulterior de la ambele, invocând dureri; s-a indicat că aceasta a fost mai degrabă o măsură de precauție decât o nouă accidentare. În prima rundă la Openului Australiei, Răducanu a învins-o pe Shelby Rogers în două seturi. În runda a doua a pierdut în trei seturi în fața chinezoaicei Wang Yafan. 

## Statistici carieră

### Participare la turnee de Grand Slam
| C | F | SF | QF | #R | RR | Q# | P# | DNQ | A | Z# | PO | Au | Ag | Br | NMS | P | NH |

| Turneu                    | 2018 | 2019 | 2020 | 2021 | 2022 | 2023 | 2024 | 2025 | SR                  | C–P                 | Win %               |
| ------------------------- | ---- | ---- | ---- | ---- | ---- | ---- | ---- | ---- | ------------------- | ------------------- | ------------------- |
| Australian Open           | A    | A    | A    | A    | 2R   | 2R   | 2R   | 3R   | 0 / 4               | 5–4                 | 56%                 |
| French Open               | A    | A    | A    | A    | 2R   | A    | A    |      | 0 / 1               | 1–1                 | 50%                 |
| Wimbledon                 | Q1   | Q1   | NH   | 4R   | 2R   | A    | 4R   |      | 0 / 3               | 7–3                 | 70%                 |
| US Open                   | A    | A    | A    | C    | 1R   | A    | 1R   |      | 1 / 3               | 7–2                 | 78%                 |
| Câștigat–pierdut          | 0–0  | 0–0  | 0–0  | 10–1 | 3–4  | 1–1  | 4–3  | 2–1  | 1 / 11              | 20–10               | 67%                 |
| Statistici carieră        |      |      |      |      |      |      |      |      |                     |                     |                     |
| Titluri                   | 0    | 0    | 0    | 1    | 0    | 0    | 0    | 0    | Total în carieră: 1 | Total în carieră: 1 | Total în carieră: 1 |
| Finale                    | 0    | 0    | 0    | 1    | 0    | 0    | 0    | 0    | Total în carieră: 1 | Total în carieră: 1 | Total în carieră: 1 |
| Poz. clasament sf. anului | 692  | 503  | 343  | 19   | 75   | 285  | 58   |      |                     |                     |                     |

### Simplu: 1 (1 titlu)
| Rezultat | An   | Turneu  | Suprafață | Oponent          | Scor     |
| -------- | ---- | ------- | --------- | ---------------- | -------- |
| Victorie | 2021 | US Open | Hard      | Leylah Fernandez | 6–4, 6–3 |

## Finale WTA

### Simplu: 1 (1 titlu)
| Legendă          |
| ---------------- |
| Grand Slam (1–0) |
| WTA 1000 (0–0)   |
| WTA 500 (0–0)    |
| WTA 250 (0–0)    |

| Finale după suprafață |
| --------------------- |
| Hard (1–0)            |
| Iarbă (0–0)           |
| Zgură (0–0)           |
| Carpet (0–0)          |

| Rezultat | C–P | Dată     | Turneu  | Nivel      | Suprafață | Oponent          | Scor     |
| -------- | --- | -------- | ------- | ---------- | --------- | ---------------- | -------- |
| Câștigat | 1–0 | Sep.2021 | US Open | Grand Slam | Hard      | Leylah Fernandez | 6–4, 6–3 |